# MTコスメティクス
MTコスメティクス株式会社（英: MT Cosmetics, Inc.）は、化粧品の製造・販売を事業とする日本の企業である。 

## 主なブランド
- MTメタトロン（MT METATRON）- エイジングケア化粧品 肌の悩みに真に応える製品の実現をコンセプトに、美容クリニック・エステティックサロン専売のスキンケアブランドとして開発された。

- サンダルフォン（SANDALPHON） - エステティックのマッサージ技術と高機能化粧品成分との融合から生まれたモデル・コスメ。

## 沿革
- 2004年 - スキンケアブランド「MTメタトロン」スタート、リフトケアライン誕生
- 2005年 - センシティブケアライン誕生
- 2006年 - ポアレスケアライン誕生
- 2007年 - ホワイトケアライン誕生
- 2010年 - ロシアにてMTメタトロンの販売を開始
- 2012年 - シンガポール現地法人MT Cosmetics Singapore Pte, Ltd設立
- 2013年 - ステムケアライン誕生
- 2016年 - エステティックブランド「サンダルフォン」スタート
- 2019年 - MT COSMETICS STUDIO開設、MTメタトロン伊勢丹上海店舗オープン、上海現地法人魅创化妆品商贸（上海）有限公司設立
- 2020年 - MTメタトロン西武百貨店所沢店舗オープン、MTメタトロン伊勢丹スコット店舗オープン

## 主な受賞
- 2012年 - 「25ans」ハースト婦人画報社ビューティ・メダリスト大賞　MTクリスタルショットがプロンズメダルを受賞
- 2013年 - コスメティック総選挙総合1位受賞
- 2014年 - コスメティック総選挙総合部門大賞受賞、25ans』ハースト婦人画報社ビューティ・メダリスト大賞総合部門2014 MTステムクリームがブロンズメダルを受賞
- 2016年 - 「25ans」ハースト婦人画報社ビューティ・メダリスト大賞スキンケア部門2016 MTステムローションがゴールドメダルを受賞
- 2017年 - 「25ans」ハースト婦人画報社ビューティ・メダリスト大賞インナーケア部門2017 サンダルフォンバーニングカプセルがゴールドメダルを受賞
- 2018年 - Pure Beauty Global Awards 2018 Finalist'COSMETICS BUSINESS' HPCilmedia 3つの賞を受賞、「25ans』ハースト婦人画報社ビューティ・メダリスト大賞キラキラ目元部門部門2018 MTステムアイクリームがゴールドメダルを受賞